# أيدع ضيق الورق
أيدع ضيق الورق (الاسم العلمي: Dracaena angustifolia)، هو نوع من نباتات الغابات الاستوائية التحتية الآسيوية من فصيلة الهليونية. لم يرد أي نويع لهُ في دليل الحياة.